# 裂叶铁线莲
裂叶铁线莲（学名：Clematis parviloba）为毛茛科铁线莲属下的一个种。

## 扩展阅读
- 維基物種上的相關：裂叶铁线莲